# Zhang Hui (cestista)
Zhang Hui (張惠T, 张惠S, Zhāng HuìP; 29 settembre 1959) è un'ex cestista cinese.

## Carriera
Con la Cina ha disputato i Giochi olimpici di Los Angeles 1984 e i Campionati del mondo del 1983.